# 杉村栄一
杉村 栄一（すぎむら えいいち、1952年または1953年 - ）は、日本の地方公務員。東京都福祉保健局長、東京都福祉保健財団理事長、日本保育連盟理事長を歴任。瑞宝小綬章受章。

## 経歴
東京都庁に入庁、福祉保健局総務部長、局次長を経て、2010年 (平成22年) 5月 安藤立美の後任として福祉保健局長。高齢者対策では「特別養護老人ホームなど介護施設の整備」「ケア付き住宅の整備」「在宅での見守り機能やケア機能の充実」を、保健医療分野では「がん対策」「医療人材の確保」「医療連携体制の整備」「救急・災害医療等の充実」を重点施策に挙げた。2012年6月 川澄俊文を後任に福祉保健局長退任、辞職。福祉保健局の要職を計6年務めた経験を活かし2021年4月 東京都福祉保健財団理事長。2024年4月 一般社団法人日本保育連盟理事長。

## 栄典
- 2024年4月 令和6年春の叙勲で瑞宝小綬章を受章[1]